# Beverly Zhu
Beverly Zhu (en chino simplificado, 朱易; pinyin, Zhū Yì (Westwood, Los Ángeles, Estados Unidos de América; 19 de septiembre de 2002) es una patinadora artística sobre hielo nacida en Estados Unidos, representa a China en competiciones internacionales. Ganadora del Campeonato Nacional de Patinaje de Estados Unidos de 2018 en el nivel novato. Ha participado en competiciones internacionales como el Campeonato de los Cuatro Continentes de 2020 y el Campeonato Mundial Júnior de 2020, donde se ubicó en el lugar 13 y 22 respectivamente.

### Vida personal
Zhu nació el 19 de septiembre de 2002 en Westdood, Los Ángeles, Estados Unidos. Sus padres Ciu Jie y Zhu Songchun llegaron al país desde China. Su padre es ingeniero informático y profesor de la Universidad de California, ahora es profesor investigador de la Universidad de Pekín. Zhu renunció a la ciudadanía estadounidense en 2018 para competir por China. Su nombre legal también fue cambiado de Beverly Zhu a Zhu Yi. La patinadora es parte de un programa de atletas nacidos en el extranjero, que el gobierno chino ha logrado otorgar residencia permanente en el país para competir en eventos internacionales. Zhu participó en los Juegos Olímpicos de Beijing 2022.

### Carrera
Zhu comenzó a patinar a la edad de 7 años. Sus primeros eventos deportivos fueron en los Campeonatos Nacionales de Estados Unidos. Debutó en el circuito competitivo nacional en 2017, clasificando para el campeonato nacional. En la temporada 2018-2019, Zhu cambió el país de representación a China. Su entrenamiento en China fue con el entrenador Chen Lu. En 2019 recibió la ciudadanía china, participó en el Campeonato Nacional de 2019, celebrado en la ciudad de Harbin. Su segunda participación bajo la bandera china fue en el Trofeo de Sofía de 2019, donde ganó la medalla de bronce.
Para la temporada 2019-2020 fue asignada al evento del Grand Prix de la Copa de China 2019, donde quedó en el lugar 11 general. Su siguiente participación fue en Golden Spin de Zagreb 2019, donde quedó en la posición 14. Participó en el Campeonato de los Cuatro Continentes de 2020 y el Campeonato Mundial Júnior de 2020, donde quedó en el lugar 13 y 22 respectivamente.
Para la temporada 2021-2022 Zhu fue asignada a la Copa de China, pero el evento fue cancelado y fue reasignada al evento del Gran Premio de Italia 2021. Tuvo una aparición en el Trofeo del Abierto de Asia 2021, donde terminó en el séptimo lugar general. Zhu fue elegida como una de las representantes de China para el equipo nacional olímpico, su selección causó críticas de fanáticos chinos por dejar de lado a mejores patinadoras como Chen Hongyi y Ashley Lin. Durante su debut olímpico tuvo problemas con sus combinaciones, caídas y elementos mal ejecutados. El resultado de sus errores la dejó en el último lugar general.
En las redes sociales chinas las críticas a Zhu cuestionaron su capacidad profesional y calidad. Además fueron criticados sus privilegios, ya que su familia es influyente, su pobre dominio del idioma chino y la selección de una patinadora nacida en el extranjero por encima de una nativa china. Su segunda participación olímpica fue durante el evento individual y tuvo un resultado insuficiente para avanzar al programa libre, la patinadora comentó en una entrevista que los comentarios y críticas hacia ella afectaron su desempeño.

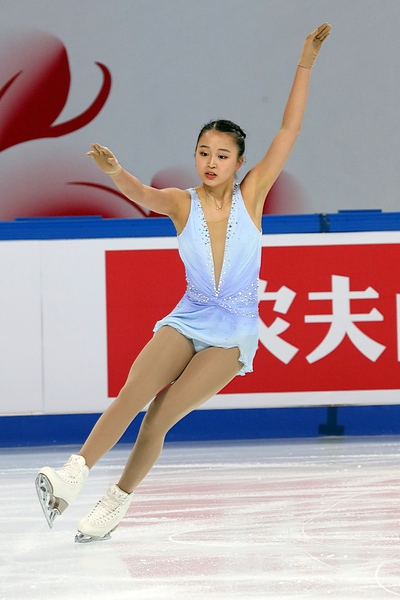
Zhu Yi en la Copa de China 2019.

### Programas
| Temporada | Programa corto                                         | Programa libre                                                  | Exhibición                       |
| --------- | ------------------------------------------------------ | --------------------------------------------------------------- | -------------------------------- |
| 2022–2023 | - Can’t Help Falling in Love With You de Elvis Presley | - Sunset Boulevard (musical) de Andrew Lloyd Webber             |                                  |
| 2021–2022 | - Paint It Black de The Rolling Stones                 | - Sunset Boulevard (musical) de Andrew Lloyd Webber             | - Yu Jian (遇见) by Stefanie Sun |
| 2020–2021 | - Paint It Black de The Rolling Stones                 | - Violin Concerto in D Major Op. 34 de Pyotr Ilyich Tchaikovsky |                                  |
| 2019–2020 | - The Winner Takes It All de ABBA                      | - Concerto in F de George Gershwin                              |                                  |
| 2018–2019 | - Papa, Can You Hear Me? de Lea Michele                |                                                                 |                                  |

### Representando a China
| Internacional                                   | Internacional       | Internacional       | Internacional       | Internacional       | Internacional       |
| Evento                                          | Temporada 2018-2019 | Temporada 2019-2020 | Temporada 2020-2021 | Temporada 2021-2022 | Temporada 2022-2023 |
| ----------------------------------------------- | ------------------- | ------------------- | ------------------- | ------------------- | ------------------- |
| Juegos Olímpicos                                |                     |                     |                     | 27                  |                     |
| Cuatro Continentes                              |                     | 13                  |                     |                     |                     |
| GP Copa de China                                |                     | 11                  |                     | C                   |                     |
| GP Premio de Italia                             |                     |                     |                     | 9                   |                     |
| GP Skate America                                |                     |                     |                     |                     | TBD                 |
| GP Skate Canada                                 |                     |                     | C                   |                     |                     |
| CS Abierto de Asia                              |                     |                     |                     | 7                   |                     |
| CS Golden Spin                                  |                     | 14                  |                     |                     |                     |
| Copa Torun                                      |                     | 8                   |                     |                     |                     |
| Internacional                                   |                     |                     |                     |                     |                     |
| Mundial Júnior                                  |                     | 22                  |                     |                     |                     |
| Trofeo de Sofía                                 | 3                   |                     |                     |                     |                     |
| Nacional                                        |                     |                     |                     |                     |                     |
| Campeonato Nacional                             | 4                   |                     |                     |                     |                     |
| Eventos                                         |                     |                     |                     |                     |                     |
| Juegos Olímpicos                                |                     |                     |                     | 5 T                 |                     |
| TBD = Pendiente; WD = Abandonado; C = Cancelado |                     |                     |                     |                     |                     |